# یان نوواک (بازیکن فوتبال، زاده ۱۸۹۶)
یان نوواک (چکی: Jan Novák; ۵ ژوئیهٔ ۱۸۹۶ – ۱۰ آوریل ۱۹۶۸) بازیکن فوتبال اهل چکسلواکی بود.
از باشگاه‌هایی که در آن بازی کرده‌است می‌توان به باشگاه فوتبال زبرویوفکا برنو اشاره کرد.
وی همچنین در تیم ملی فوتبال چکسلواکی بازی کرده‌است.